# Строганов Григорій Сергійович
Граф Григорій Сергійович Строганов (16 червня 1829, Санкт-Петербург, Російська імперія — 13 липня 1910, Париж, Франція) — дійсний статський радник, колекціонер і почесний член Академії мистецтв; брат колекціонера і мецената графа П. С. Строганова.

## Біографія
Третій син державного діяча та колекціонера графа Сергія Григоровича Строганова (1794—1882) і його дружини, Наталії Павлівни Строганової (1796—1872).
Навчався на юридичному факультеті Московського університету. Після закінчення університету, поступив на військову службу: з 22 жовтня 1850 року — унтерофіцер Нарвського гусарського полку, пізніше — лейбгвардія Гусарського полку; з 30 серпня 1855 року поручник. У 1856 році він був призначений ад'ютантом військового міністра князя В. А. Долгорукова; пізніше — ад'ютант військового міністра генерал-ад'ютанта Н. О. Сухозанета. З 1861 року — ад'ютант військового міністра генерал-ад'ютанта Д. А. Мілютіна; полковник, флігель-ад'ютант, з 16 квітня 1872 року — шталмейстер .
Дійсний статський радник, з 1883 по 1902 роки перебував при міністрі народної освіти.

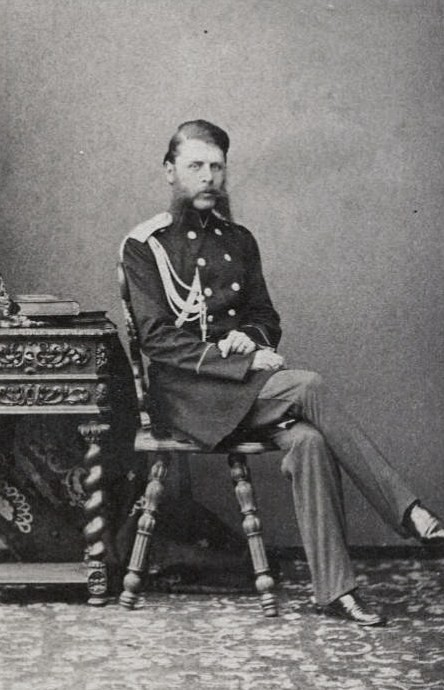
Г. С. Строганов (1860)

Власник будинку на віа Сістіна-віа Грегоріана в Римі, де він розмістив своє велике зібрання творів мистецтва і книг. Спочатку будівля, яка раніше належала Сальватору Роза, була знесена і замінена новою спорудою, що отримала назву Palazzo Stroganoff. Серед творів живопису були найбільш примітні наступні твори ранніх італійців: Мадонна Дуччо (нині в музеї Метрополітен, Нью-Йорк), релікварій фра Анжеліко і «Мадонна з Благовіщення» Сімоне Мартіні, передані спадкоємцями в Імператорський Ермітаж. Серед інших робіт картини Пінтуріккіо, Дадді, Маттео ді Пачіно. Деякі шедеври живопису, наприклад, два пейзажа Ж. -О. Фрагонара і портрет Еразма Роттердамського кисті Квентіна Массейса, походили з колекції графа Олександра Сергійовича Строганова, прадіда графа по материнській лінії.
Збирав також медалі, єгипетської і античної старовини, твори всіх часів і народів і всіх видів. Бібліотека будинку налічувала понад 30 тисяч томів. У 1900-і рр. Ф. П. Рейману були замовлені види інтер'єрів Palazzo Stroganoff (приватне зібрання, Італія). Володів маєтком у Немирові, який дістався як придане його дружини Марії Потоцької і розширений покупками у її родичів. Там також перебувала значна кількість творів мистецтва його колекції. Після революції картини, архів і бібліотека були розпродані в Римі вдовою онука колекціонера, князя Володимира Олексійовича Щербатова — Оленою Петрівною, уроджена Столипіна. Граф Строганов неодноразово жертвував гроші в Товариство заохочення художників. Помер в Парижі. У серпні 1910 був похований в Федоровській церкві Олександро-Невської лаври.

## Родина

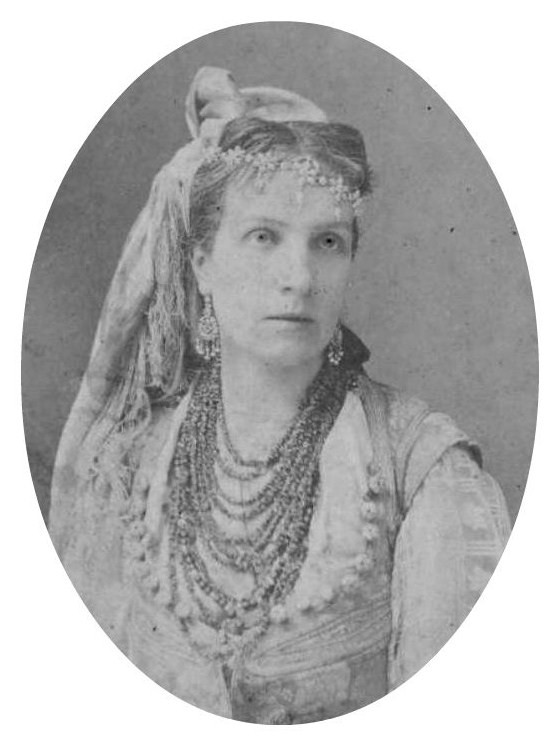
Марія Болеславівна Потоцька (1877)

Дружина (з 22.09.1856) — графиня Марія Болеславівна Потоцька (01.08.1839-18.03.1882), фрейліна двору (27.07.1855), дочка графа Болеслава Станіславовича Потоцького (1805—1893) від шлюбу з княжною Марією Олександрівною Салтиковою (1807—1845). Після одруження жила з чоловіком в основному за кордоном, переїжджаючи з країни в країну. Шлюб Строганових не був вдалим і подружжя багато сварилися через дітей. За словами Ф. Буслаєва, Марія Болеславівна не любила нічого російського і була позбавлена материнських почуттів. Ставлення її до дітей було то роздратоване і запальне, то навіть злісне і вороже. При цьому вона абсолютно відкрито з'являлася на публіці зі своїм чичисбеєм, обраним нею з молодих людей, що служив тоді в російському посольстві, бувало, і в театрі вона займала цілу ложу зі своїм обранцем. Згідно щоденника А. С. Суворіна, цим обранцем був граф П. А. Капніст, з яким Строганова була у стосунках протягом чотирнадцяти років. Останні роки життя страждала божевіллям і жила у сестри в Кракові. Померла раптово від паралічу серця в Штутгарті. Похована в Федорівській церкві Олександро-Невської лаври (могила втрачена). У шлюбі мала дітей:
- Марія Григорівна Щербатова (1857—1920), з 1879 року одружена з четвероюрідним братом князем Олексієм Григоровичем Щербатовим (1848—1912); в 1920 році разом з сином Володимиром (1880—1920) та донькою Олександрою (1881—1920) була розстріляна більшовиками в своєму маєтку в Немирові. Вдова князя Володимира, Олена Петрівна (1892—1985), дочка прем'єр-міністра П. А. Столипіна, в 1921 році з дітьми емігрувала в Італію.
- Сергій Григорович (1861-10.10.1877), трагічно загинув, покінчив життя самогубством (повісився). Похований в Олександро-Невській лаврі.